# میرزا احمدخان مؤید قوامی
میرزا احمدخان مؤید قوامی از سیاستمداران ایرانی بود، که در دوره‌های  نهم،  دهم،  یازدهم،  دوازدهم،  سیزدهم
بعنوان نماینده شیراز و  دوره چهاردهم بعنوان نماینده فسا در مجلس شورای ملی حضور داشت.